# Mohamed Saad Berrada
Pour les articles homonymes, voir Berrada.
Mohamed Saad Berrada est un homme politique et entrepreneur marocain. Depuis octobre 2024, il est ministre de l'Éducation nationale, du Préscolaire et des Sports du Maroc dans le gouvernement Akhannouch II.

## Biographie
Diplômé de l’École des Ponts et Chaussées à Paris, Mohamed Saad Berrada a fondé Michoc, une entreprise de confiserie, lancée dans les années 1990 et devenue un acteur majeur du marché local des bonbons. Il siège également au conseil d’administration de TGCC, une entreprise de BTP cotée en bourse, et a investi dans le secteur pharmaceutique avec l’acquisition du laboratoire Pharmaprom.

### Carrière politique
Membre du Rassemblement national des indépendants (RNI), il a été président de la commission électorale du parti lors des élections législatives et occupe un poste au sein de son bureau politique.  
Le 14 octobre 2024, il est nommé ministre de l’Éducation nationale, du Préscolaire et des Sports, succédant à Chakib Benmoussa.
En août 2025, il exprime son soutien à une initiative visant à systématiser la pratique des cinq prières islamiques quotidiennes dans les établissements scolaires publics marocains.

## Vie privée
Il est marié à la fille du général Abdelhak Kadiri et est le fils d’Abdeslam Berrada, ancien ministre de l’Agriculture dans les années 1970.